# Colostygia koehni
Colostygia koehni är en fjärilsart som beskrevs av Warnecke 1936. Colostygia koehni ingår i släktet Colostygia och familjen mätare. Inga underarter finns listade i Catalogue of Life.